# Kuceava, Muncaci
Kuceava (în ucraineană Кучава) este un sat în comuna Verhnii Koropeț din raionul Muncaci, regiunea Transcarpatia, Ucraina.

## Demografie
Componența lingvistică a localității Kuceava
     Ucraineană (79,18%)
     Germană (16,72%)
     Rusă (3,75%)
     Alte limbi (0,34%)
Conform recensământului din 2001, majoritatea populației localității Kuceava era vorbitoare de ucraineană (79,18%), existând în minoritate și vorbitori de germană (16,72%) și rusă (3,75%).